# کینوید، دنبیگ‌شر
کینوید (به انگلیسی: Cynwyd) یک منطقهٔ مسکونی در بریتانیا است که در دنبیشر واقع شده‌است. کینوید ۵۴۲ نفر جمعیت دارد.